# 허철만
허철만(미상 ~ )은 조선민주주의인민공화국의 정치인이다. 당 중앙위원회 비서국 간부부장으로 있으며, 조선로동당 중앙위원회 정치국 후보위원이다.

## 경력
2019년 12월말, 조선로동당 중앙위원회 제7기 제5차회의에서 당 중앙정치국 후보 위원으로 선출되었고, 당 간부부장으로 임명되었다. 이후 2021년 1월에 개최된 조선로동당 제8차 대회에서 당 중앙정치국 후보 위원 겸 당 비서국 산하 간부부장으로 선출되었다.

## 기타
2020년 1월 황순희 사망 당시에 국가 장의위원회 위원을 맡았다.